# Coffee Date
Coffee Date (tj. Rande v kavárně) je americký hraný film z roku 2006, který režíroval Stewart Wade podle vlastního scénáře.

## Děj
Todd jde do kavárny na rande naslepo, které mu dohodl jeho bratr Berry přes internet. Ovšem až na místě zjistí, že Kelly není dívka, ale muž a navíc gay. Todd pochopí, že se stal obětí žertu svého bratra Barryho. Ukáže se, že mají s Kellym společné záliby, oběma se líbí filmy Miloše Formana. Todd a Kelly se rozhodnou pomstít se Barrymu tím, že předstírají, že jsou opravdový pár, aby se Barry odstěhoval z Toddyho domu. Nicméně jim brzy tento vtip přeroste přes hlavu, když Toddova rodina, přátelé i bývalá manželka, uvěří, že je opravdu gay. Navzdory opakovaným pokusům prokázat opak, Todd brzy začne sám pochybovat o své vlastní sexualitě a svých pocitech vůči Kellymu.

## Obsazení
| Jonathan Bray      | Todd          |
| Wilson Cruz        | Kelly         |
| Jonathan Silverman | Barry         |
| Sally Kirkland     | Toddova matka |

## Ocenění
- Sedona International Film Festival: cena publika za nejlepší celovečerní film